# Novorossija
 Ikke at forveksle med Den Føderative stat Nyrusland.
Novorossija (Russisk: Новороссия, Novorossija , IPA: [nəvɐˈrosːʲɪjə] ( lyt) ; ukrainsk: Новоросія; rumænsk: Noua Rusie, polsk: Noworosja), bogstaveligt talt Ny Rusland, er en historisk betegnelse inden for Det Russiske Kejserrige, der betegner en region nord for Sortehavet, der blev erobret fra Krim-khanatet. I Ukraine var territoriet bedre kendt som Stepovyna (Steppeland) eller Nyz (Nedre land). Det blev dannet som en ny provins i Rusland (Novorossiya Governorat) i 1764 fra militære grænseregioner sammen med dele af det sydlige Hetmanat som forberedelse til krig med osmannerne. Det blev yderligere udvidet ved annekteringen af Zaporozhian Sich i 1775. På forskellige tidspunkter omfattede Novorossiya den moldaviske region Bessarabien, det moderne Ukraines regioner ved Sortehavets kyst (Prychornomoria), Zaporizhzhia, Tavria, Azovhavets kyst (Pryazovia), den tatariske region Krim, Noga-steppen ved Kuban. Floden og de tjerkessiske lande. Guvernementet blev afskaffet i 1783 og genoplivet fra 1796 til 1802.
Regionen var en del af det Det Russiske Kejserrige indtil dets sammenbrud efter den russiske februarrevolution i begyndelsen af marts 1917, hvorefter den blev en del af den kortvarige russiske republik . I 1918 blev det stort set inkluderet i den ukrainske stat og i den ukrainske sovjetrepublik på samme tid. I 1918-1920 var det i varierende omfang under kontrol af de antibolsjevikiske hvide bevægelsesregeringer i Sydrusland, hvis nederlag betød den sovjetiske kontrol over territoriet, som blev en del af den ukrainske socialistiske sovjetrepublik i Sovjetunionen fra 1922.